# یواس‌اس مک‌مینویل (پی‌سی‌اس-۱۴۰۱)
یواس‌اس مک‌مینویل (پی‌سی‌اس-۱۴۰۱) (به انگلیسی: USS McMinnville (PCS-1401)) یک کشتی بود که طول آن ۱۳۶ فوت (۴۱ متر) بود. این کشتی در سال ۱۹۴۴ ساخته شد.